# داسماريناس
داسماريناس (بالإنجليزية: City of Dasmariñas )‏ هي مدينة في الفلبين، تتبع كاويته، بلغ عدد سكانها 659٬019  نسمة، في 2015، تبلغ مساحتها 90٫13 كيلومتر مربع، رمزها البريدي هو 4114، و4115، و4126.

## الموقع
تشترك في الحدود مع:
- إيموس.

## التقسيمات الإدارية
- Dasmariñas Bagong Bayan [الإنجليزية]‏.

## أعلام
- باولو كامبوس
- أندرو غونزاليس